# Percocypris tchangi
Percocypris tchangi är en fiskart som först beskrevs av Pellegrin och Chevey, 1936.  Percocypris tchangi ingår i släktet Percocypris och familjen karpfiskar. IUCN kategoriserar arten globalt som otillräckligt studerad. Inga underarter finns listade i Catalogue of Life.